# الدوري الإنجليزي لكرة القدم 1897–98
الدوري الإنجليزي لكرة القدم 1897–98 (بالإنجليزية: 1897–98 Football League)‏ هو موسم من دوري كرة القدم الإنجليزي. فاز فيه شيفيلد يونايتد.